# Myxomphalia
Myxomphalialà một chi nấm trong họ Tricholomataceae. Các chi phân bố rộng rãi ở phía bắc khu vực ôn đới và có 4 loài.